# اللعب المشترك عبر المنصات
اللعب المشترك عبر المنصات أو اللعب المشترك بين المنصات (بالإنجليزية: Cross-platform play)‏ هو مصطلح يستخدم ليشير إلى خاصية في ألعاب الفيديو تسمح للاعبين باللعب على الإنترنت مع بعضهم البعض في نفس الوقت بواسطة أجهزة ألعاب فيديو مختلفة، حيث يستطيع اللاعب لعِب لعبة على مُشغّل ألعاب فيديو معيّن جنباً إلى جنب مع لاعبٍ آخر يستخدم جهاز مشغل ألعاب فيديو مختلف. يرتبط هذا المصطلح في حد ذاته مع مفهوم تطوير البرمجيات متعددة المنصات حيث تُستخدم لغات وأدوات برمجية لتمكين البرامج من العمل على منصات ونُظم متعددة.
وعلى الرغم من ملائمة هذه الخاصية لأجهزة الحاسوب، فهي يعيقها شيء واحد هو اختلاف أجهزة التحكم بين الحاسوب وجهاز ألعاب الفيديو، حيث يعتقد بعض الناس أن استخدام لوحة المفاتيح والفأرة يعطي ميزة غير عادلة لمستخدمي الحاسوب مقارنة بوحدات التحكم. وتخطط مايكروسوفت لإضافة هذه الخاصية على منصات أخرى منها نينتندو سويتش والمحمول.

## خلفية
مع توافر شبكة الإنترنت، أصبحت الألعاب تدعم خاصية اللعب المشترك والتي تسمح للاعبَين أو أكثر بلعب لعبة واحدة على منصات مختلفة. معظم الألعاب متعددة المنصات التي تدعم اللعب عبر الإنترنت تستخدم حزمة نموذج الانترنت TCP/IP بهدف اتصال العميل بخادم أو سيرفر اللعبة مما يساعدها على العمل على مختلف المنصات.
هناك بعض الحدود القصوى لهذه الخاصية. ففي الألعاب التي يقوم فيها جهاز اللاعب بدور الخادم، قد تضع مواصفات عتاد الحاسوب كحدٍ أدنى لعدد اللاعبين الذين يمكن للخادم استضافتهم، وبالتالي منع إمكانية اللعب المشترك عبر المنصات. كما تُشكّل مواصفات عتاد الحاسوب أيضاً مشكلة في تحديد الحد الأدنى لتخصيص إعدادات اللعبة على الحاسوب لتعمل بسرعة عالية، بينما نسخ أجهزة الألعاب محددة لسرعة معينة وهي السرعة المثالية.
تُعدّ إحدى المشاكل الأخرى هي الاختلاف في وحدات تحكم الحواسيب وأجهزة ألعاب الفيديو والتي تُعد من معوّقات هذه الخاصية. حيث أنه من المعتقد أن مستخدمي لوحة المفاتيح والفأرة يمتلكون فائدة كبيرة في ألعاب الأكشن التي تتطلب تصويباً مثل نوع تصويب منظور الشخص الأول. أُعلن عن إلغاء خطة دعم خاصية اللعب المشترك بين الإكس بوكس 360 والحاسوب للعبة فيديو صدرت في سنة 2010 بإدعاء أنه حتى اللاعبون المحترفون قُتلوا العديد من المرات في معارك من قبل مستخدمي حاسوب ذو خبرة متوسطة في اللعبة وذلك نظرًا لميزة الدقة عند استخدام لوحة المفاتيح والفأرة مقارنة بيد التحكم، وبالتالي أصبح هذا محرجاً للإكس بوكس 360.

## التاريخ

### أنظمة ألعاب فيديو
قبل 2006، لم تحتوي أجهزة ألعاب الفيديو قط على خاصية الاتصال عبر الإنترنت، وغالبا ما كانت تحتاج أدوات خاصة للقيام بذلك مما دفع بعض الألعاب لتدعم خاصية اللعب المشترك عبر المنصات. أعلنت شركة سوني في سنة 2002 أن لعبة فاينل فانتازي 11 ستدعم خاصية اللعب المشترك عبر المنصات بين كل من الحاسوب والبلاي ستيشن 2.
بدأت شركات الألعاب بإصدار أنظمة ألعاب فيديو تدعم الاتصال عبر الإنترنت مباشرة. والتي من أشهرها البلاي ستيشن 3 من سوني والإكس بوكس 360 من مايكروسوفت. حيث تضمنت خدمات جديد لتساعد في إدارة بيانات اللاعب على الشبكة. كما تساعد هذه الخدمات عبر الإنترنت الشركة المُنتجة علي توفير تجربة مميزة وجذابة للاعبيها بما في ذلك الألعاب الحصرية والتحديثات وغيرها من الميزات بهدف جذب لاعبين جدد لهذه الأنظمة. أصبحت خاصية اللعب المشترك عبر المنصات محدودة للغاية نتيجة لهذه الخدمات.
إحدى المشاكل التي تواجه خاصية اللعب المشترك عبر المنصات هي اتصال الشبكات بين المنصات حيث يصعب إدارة البروتوكولات المختلفة المستخدمة من قبل كل خدمة. لكن أكد ثلاثة مطورين أن بإمكانهم تفعيل خاصية اللعب المشترك عبر المنصات في غضون يوم واحد بمجرد السماح لهم بذلك. في سبتمبر 2017 استطاع مستخدمي بلاي ستيشن 4 وإكس بوكس ون اللعب مع بعضهم البعض في لعبة فورتنايت على الرغم من أن اللعبة لم تدعم هذه الخاصية. فصححت إيبك غيمز الخطأ. أظهر هذا الموقف أن الحواجز التقنية لخاصية اللعب المشترك عبر المنصات يُمكن أن تتوافق. لاحقا في مارس 2018 أعلنت شركة إيبك غيمز عن إصدار لعبة فورت نايت باتل رويال على منصات مايكروسوفت ويندوز وبلاي ستيشن 4 وإكس بوكس ون. مع دعم خاصية اللعب المشترك عبر المنصات بين كل من مايكروسوفت وويندوز وأكس بوكس ون.

### مايكروسوفت
حرصت مايكروسوفت علي دعم خاصية اللعب المشترك عبر المنصات بين أجهزة الإكس بوكس وأنظمة ويندوز. حيث قامت بتطوير خدمة الجيمز فور ويندوز لايف لتعمل مع خدمات إكس بوكس لايف بهدف تفعيل خاصية اللعب المشترك عبر المنصات، مع إصدار أول لعبة فيديو تدعم هذه الخاصية في 2007 والتي كانت شادو رن. وضعت مايكروسوفت مزيد من الجهد مع خاصية اللعب المشترك عبر المنصات بعد إصدار الإكس بوكس ون ونظام ويندوز 10 حيث أعلنت في مارس 2015 خلال مؤتمر مطوري الألعاب أن ويندوز 10 سيدعم خدمات الإكس بوكس لايف مباشرة ويتضمن تقنية لدعم خاصية اللعب المشترك عبر المنصات. وأعلنت مايكروسوفت أيضا عن بعض الألعاب التي ستدعم خاصية اللعب المشترك عبر المنصات منها فيبل ليجيندز.
أعلنت مايكروسوفت في مارس 2016 عن خاصية جديدة تسمح لمستخدمي أنظمة ويندوز باللعب مع مستخدمي الإكس بوكس ون بدون الحاجة لاستخدام خدمة الإكس بوكس لايف حيث يمكن لمستخدمي ستيم اللعب مع مستخدمي خدمة الإكس بوكس لايف والعكس. وبدءاً من مايو 2016 أصبحت هذه الخاصية تدعم جميع الخدمات، بما في ذلك ستيم ونينتندو سويتش.

### نينتندو
لم تدعم أجهزة نينتندو قط خاصية اللعب المشترك عبر المنصات وفقا لكونها أنظمة مغلقة، على الرغم من ان بعض ألعاب النينتندو تدعم اللعب المشترك بين نظامي وي يو ونينتندو 3دي أس. حيث سعت نينتندو في الآونة الأخيرة إلى تحقيق ربح مع المطورين المستقلين، وبالتالي أدخلت خاصية اللعب المشترك عبر المنصات علي بعض ألعابها في سنة 2013 بين كل من وي يو ونينتندو 3دي أس وأجهزة المحمول.
أعلنت نينتندو خلال معرض الترفيه الإلكتروني في يونيو 2017 أنها ستدعم خاصية اللعب المشترك بين المنصات للعبتي روكيت ليق وماينكرافت لكل من الإكس بوكس ون والحاسوب.

### سوني
تعاونت شركة فالف مع سوني في أبريل 2011 لإصدار نسخة من ستيم علي البلاي ستيشن 3 لتدعم خاصية اللعب المشترك عبر المنصات بين البلاي ستيشن 3 والحاسوب. بينما أدخلت سوني ميزات علي البلاي ستيشن 4 ليدعم خاصية اللعب المشترك عبر المنصات بين كل من البلاي ستيشن فيتا والبلاي ستيشن 3.
على الرغم من دعم سوني لخاصية اللعب المشترك عبر المنصات بين البلاي ستيشن 4 والحاسوب، فإنها لم تسمح بعد باللعب المشترك عبر المنصات بين أنظمة الألعاب الأخري. قامت مايكروسوفت بدعوة مختلف شركات الألعاب ومنها سوني للمشاركة في خاصية اللعب المشترك عبر المنصات. ردت سوني قائلة أنها ستكون سعيدة للحديث مع أي مطوري ألعاب أو ناشرون يرغبون في تحقيق ذلك.